# 卡塞雷斯省
卡塞雷斯省（西班牙語：Provincia de Cáceres，西班牙語發音：[ˈkaθeɾes]）是西班牙西部埃斯特雷马杜拉自治区辖下的一个省，位于和葡萄牙边境交界处，总面积为19 868平方千米，2017年统计全省人口为400 036人，首府设在卡塞雷斯市，其中约24%的人口集中居住在此。卡塞雷斯省下属7个司法辖区，10个县和223个市镇。

## 历史
卡塞雷斯省在史前时代就有人类活动，在著名的马尔特拉维索岩洞中有他们留下的岩画。罗马帝国统治时期，这里是重要的战略基地，现在尚有建于3世纪和4世纪时期的城墙遗迹。
罗马帝国覆灭后，这里被西哥特人占领，8世纪时，阿拉伯人征服这里，其后几个世纪一直处于阿拉伯人管辖，城市被重新建设，13世纪，被信仰基督教的西班牙人征服，有相当多的犹太人聚居在这里，形成犹太区，1492年，犹太人被驱逐，但仍然保留许多遗迹。

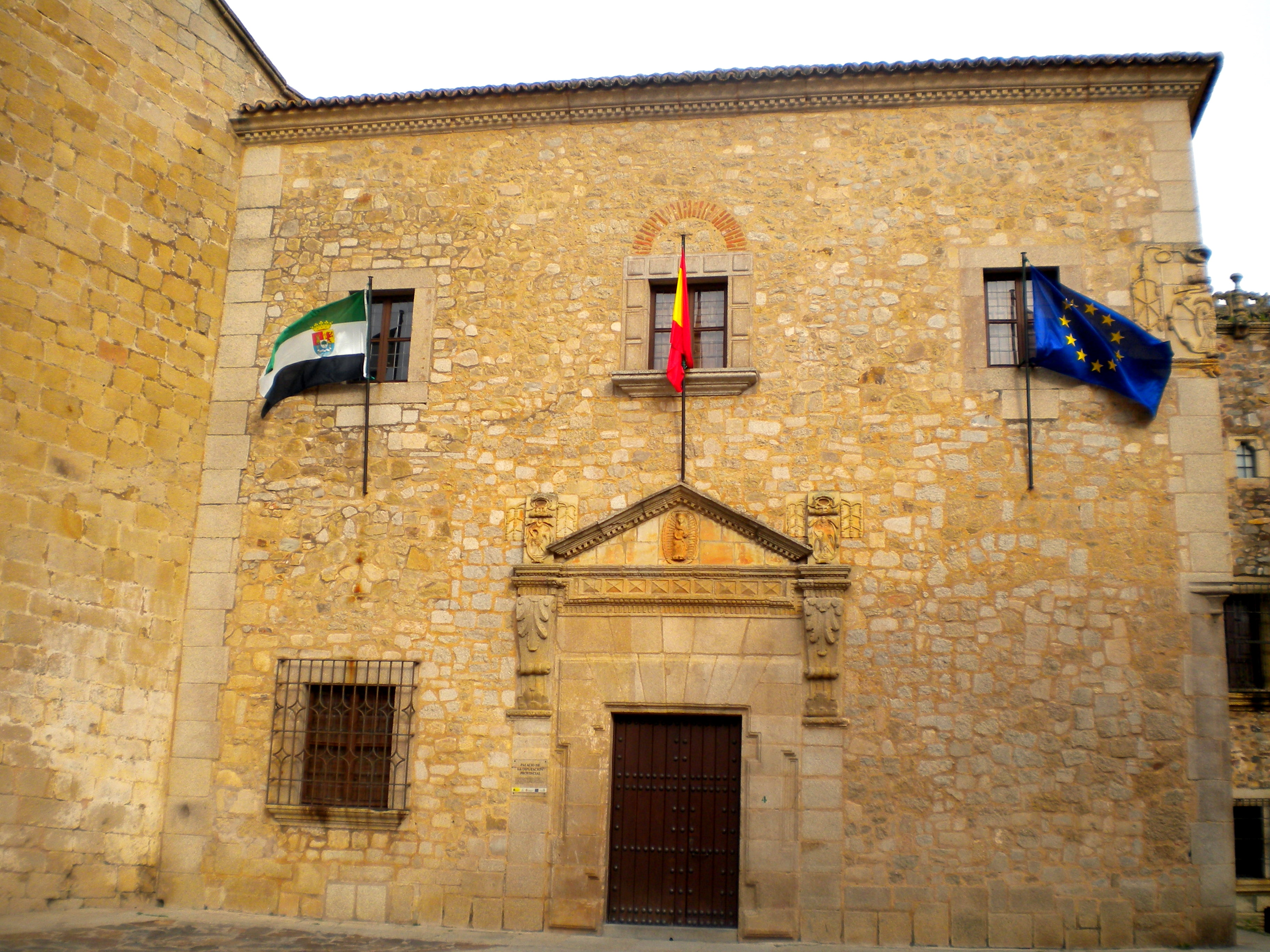
省议会
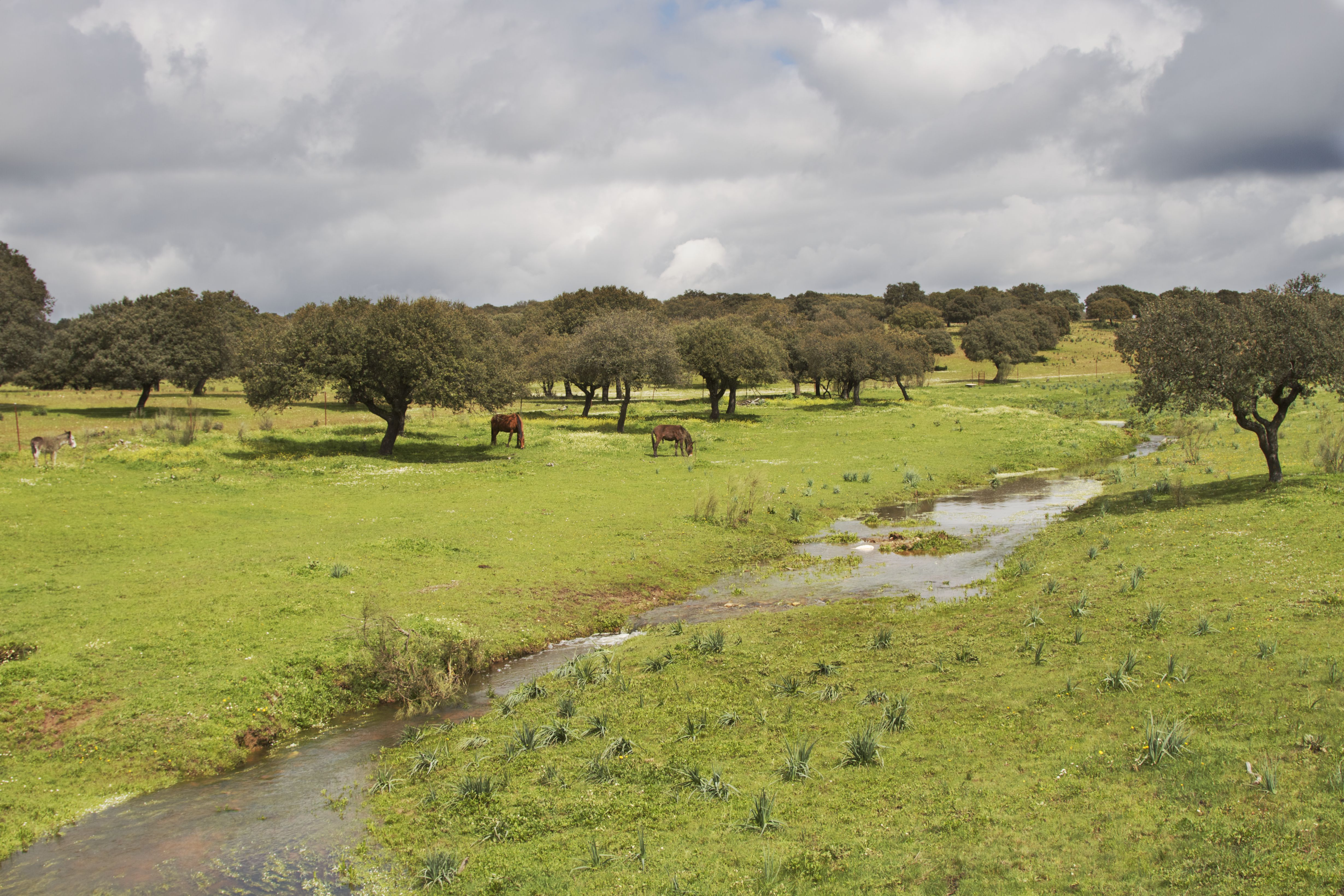
卡塞雷斯省的草场（牧场）
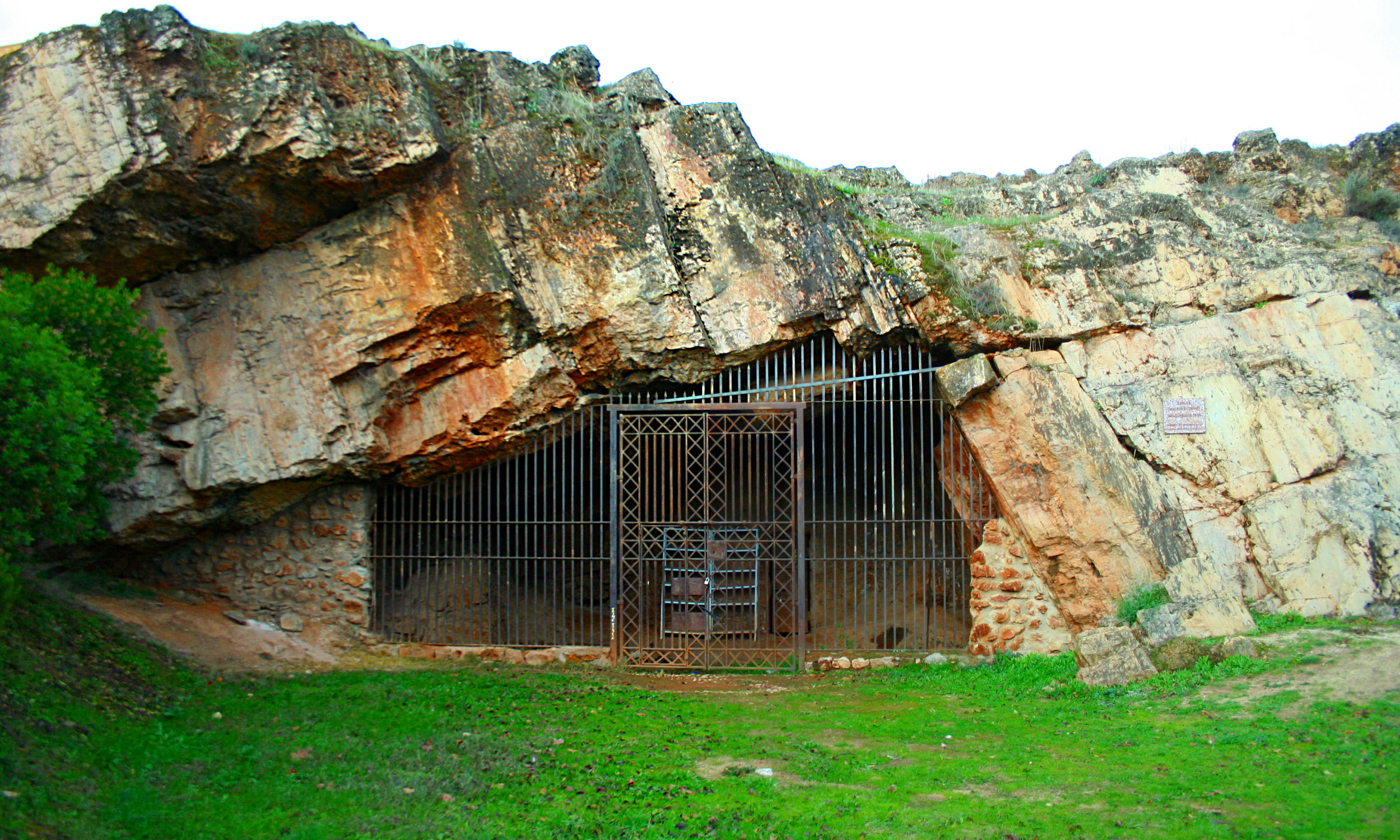
马尔特拉维索岩洞（西班牙语：Cueva de Maltravieso）
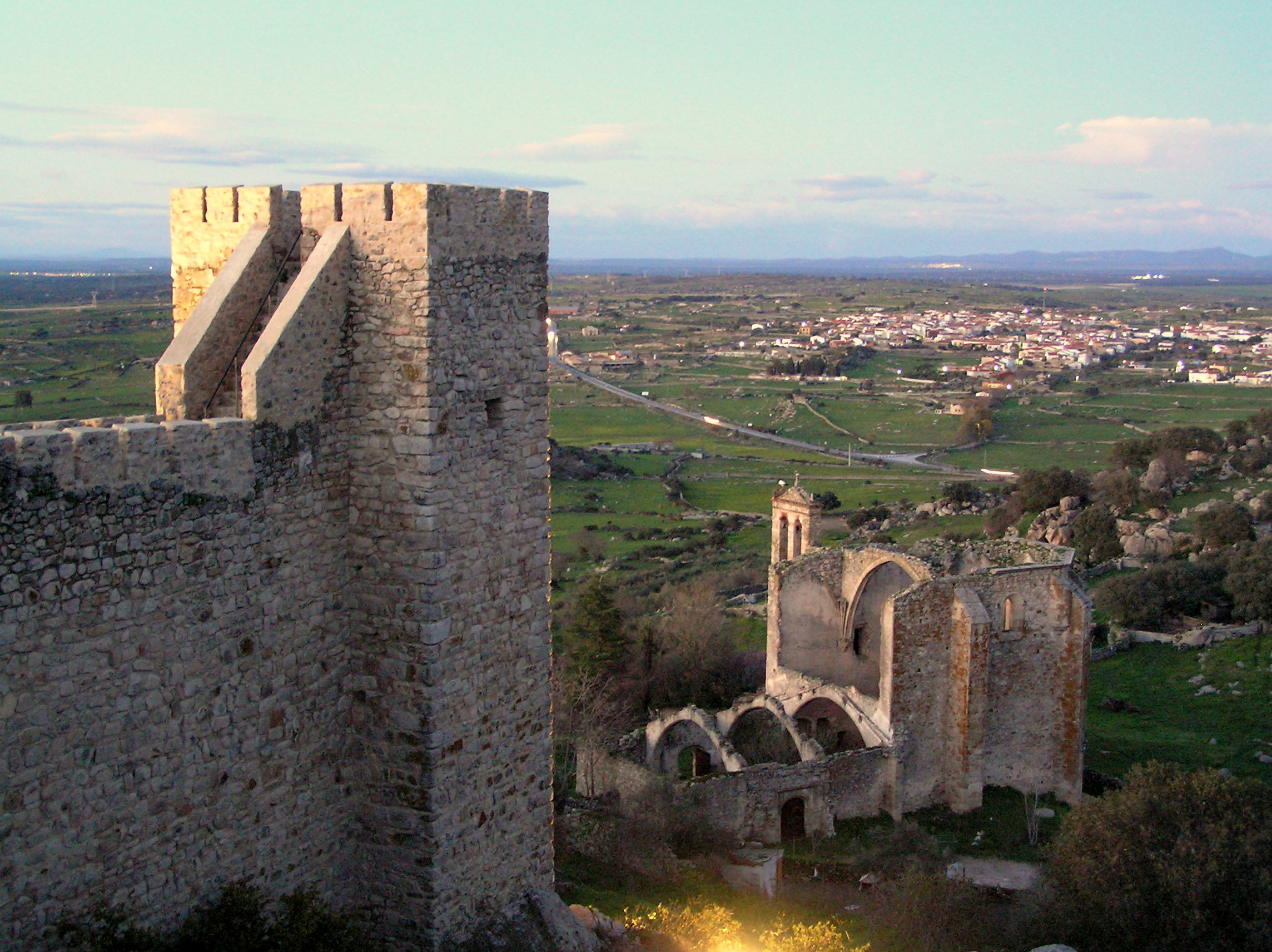
特鲁希略城堡

## 人口
卡塞雷斯省历史人口变化